# Druhý summit Evropského politického společenství
Druhý summit Evropského politického společenství byl mezinárodní summit, který se konal 1. června 2023 na hradě Mimi v moldavské vesnici Bulboaca, která leží 35 km od moldavského hlavního města Kišiněva a zároveň méně než 10 km daleko od separatistického regionu Podněstří. Jednalo se o první summit Evropského politického společenství, který se konal v nečlenském státě Evropské unie přesně tak, jak to bylo dohodnuto. V první polovině kalendářního roku totiž summit EPS hostí nečlen EU a ve druhé polovině kalendářního roku jej bude hostit členská země EU, jež zároveň předsedá Radě Evropské unie. Představitelé Ruska a Běloruska přizváni nebyli.

## Cíle
Hlavní jednání před zahájením summitu avizovala zaměření se na zabezpečení hlavních kontinentálních infrastruktur, jako jsou ropovody, kabely a satelity. Jednalo se rovněž o zintenzivnění boje proti kybernetickým útokům, zřízení podpůrného fondu pro Ukrajinu, rozvoji společné energetické politiky a posílení vzájemných studentských výměn mezi evropskými univerzitami.
V oficiálním prohlášení oznamujícím datum summitu moldavská prezidentka Maia Sandu uvedla, že diskuse budou zahrnovat „společné úsilí o mír v kontextu války na Ukrajině a souvisejících krizí, obranu demokracie, posílení energetické bezpečnosti a odolnost evropských států.“
Oficiální webové stránky summitu dále uváděly, že předmětem summitu mají být témata jako: společné úsilí o mír a bezpečnost; energetická odolnost a opatření v oblasti klimatu; a propojení v Evropě pro lépe propojený a stabilnější kontinent.

## Harmonogram
Summit se konal dne 1. června 2023 a měl následující strukturu:
- 10:00 – Příjezdy politických představitelů a jejich uvítání na hradě Mimi
- 12:00 – Plenární zasedání s úvodním proslovem předsedkyně Maii Sanduové,[7] po němž následovaly příspěvky Volodymyra Zelenského, Giorgie Meloniové, Klause Iohannise a Marka Rutteho
- 12:30 – Společná fotografie
- 12:45 – Diskuse u kulatého stolu o společném úsilí v oblasti míru a bezpečnosti, energetické odolnosti a opatření v oblasti klimatu a propojenosti států Evropy
- 13:45 – Pracovní oběd následovaný biraterálními jednáními
- 15:30 – Jednání Arménie a Ázerbájdžánu
- 17:00 – Generální tisková konference lídrů hostitelského tria: Maia Sandu, Pedro Sánchez a Petr Fiala[8]

## Účastníci
|  | Nečlen EU |

| Mezinárodní útvar   | Mezinárodní útvar   | Reprezentant/ka          | Úřad výkonu                                                          |
| ------------------- | ------------------- | ------------------------ | -------------------------------------------------------------------- |
| Albánie             | Albánie             | Edi Rama                 | Premiér                                                              |
| Andorra             | Andorra             | Xavier Espot Zamora      | Premiér                                                              |
| Arménie             | Arménie             | Nikol Pašinjan           | Premiér                                                              |
| Rakousko            | Rakousko            | Karl Nehammer            | Kancléř                                                              |
| Ázerbájdžán         | Ázerbájdžán         | Ilham Alijev             | Prezident                                                            |
| Belgie              | Belgie              | Alexander De Croo        | Premiér                                                              |
| Bosna a Hercegovina | Bosna a Hercegovina | Željka Cvijanović        | Předsedkyně Předsednictva                                            |
| Bulharsko           | Bulharsko           | Rumen Radev              | Prezident                                                            |
| Chorvatsko          | Chorvatsko          | Andrej Plenković         | Premiér                                                              |
| Kypr                | Kypr                | Nikos Christodoulides    | Prezident                                                            |
| Česko               | Česko               | Petr Fiala               | Premiér                                                              |
| Dánsko              | Dánsko              | Mette Frederiksen        | Premiérka                                                            |
| Estonsko            | Estonsko            | Kaja Kallas              | Premiérka                                                            |
| Finsko              | Finsko              | Sanna Marin              | Premiérka                                                            |
| Francie             | Francie             | Emmanuel Macron          | Prezident                                                            |
| Gruzie              | Gruzie              | Irakli Garibašvili       | Premiér                                                              |
| Německo             | Německo             | Olaf Scholz              | Kancléř                                                              |
| Řecko               | Řecko               | Katerina Sakellaropoulou | Prezidentka                                                          |
| Maďarsko            | Maďarsko            | Viktor Orbán             | Premiér                                                              |
| Island              | Island              | Katrín Jakobsdóttir      | Premiérka                                                            |
| Irsko               | Irsko               | Leo Varadkar             | Taoiseach (premiér)                                                  |
| Itálie              | Itálie              | Giorgia Meloni           | Premiérka                                                            |
| Kosovo              | Kosovo              | Vjosa Osmani             | Prezident                                                            |
| Lotyšsko            | Lotyšsko            | Arturs Krišjānis Kariņš  | Premiér                                                              |
| Lichtenštejnsko     | Lichtenštejnsko     | Daniel Risch             | Premiér                                                              |
| Litva               | Litva               | Gitanas Nausėda          | Prezident                                                            |
| Lucembursko         | Lucembursko         | Xavier Bettel            | Premiér                                                              |
| Malta               | Malta               | Robert Abela             | Premiér                                                              |
| Moldavsko           | Moldavsko           | Maia Sandu               | Prezidentka                                                          |
| Monako              | Monako              | Pierre Dartout           | Státní ministr                                                       |
| Černá Hora          | Černá Hora          | Jakov Milatović          | Prezident                                                            |
| Nizozemsko          | Nizozemsko          | Mark Rutte               | Premiér                                                              |
| Severní Makedonie   | Severní Makedonie   | Dimitar Kovačevski       | Premiér                                                              |
| Norsko              | Norsko              | Jonas Gahr Støre         | Premiér                                                              |
| Polsko              | Polsko              | Mateusz Morawiecki       | Premiér                                                              |
| Portugalsko         | Portugalsko         | António Costa            | Premiér                                                              |
| Rumunsko            | Rumunsko            | Klaus Iohannis           | Prezident                                                            |
| San Marino          | San Marino          | neúčast                  | neúčast                                                              |
| Srbsko              | Srbsko              | Aleksandar Vučić         | Prezident                                                            |
| Slovensko           | Slovensko           | Ľudovít Ódor             | Premiér                                                              |
| Slovinsko           | Slovinsko           | Robert Golob             | Premiér                                                              |
| Španělsko           | Španělsko           | Pedro Sánchez            | Premiér                                                              |
| Švédsko             | Švédsko             | Ulf Kristersson          | Premiér                                                              |
| Švýcarsko           | Švýcarsko           | Alain Berset             | Prezident                                                            |
| Turecko             | Turecko             | neúčast                  | neúčast                                                              |
| Ukrajina            | Ukrajina            | Volodymyr Zelenskyj      | Prezident                                                            |
| Spojené království  | Spojené království  | Rishi Sunak              | Premiér                                                              |
| Evropská unie       | Evropská unie       | Charles Michel           | Předseda Evropské rady                                               |
| Evropská unie       | Evropská unie       | Ursula von der Leyen     | Předsedkyně Evropské komise                                          |
| Evropská unie       | Evropská unie       | Roberta Metsola          | Předsedkyně Evropského parlamentu                                    |
| Evropská unie       | Evropská unie       | Josep Borrell            | Vysoký představitel Unie pro zahraniční věci a bezpečnostní politiku |